# Smilax
Genre
Classification phylogénétique
Smilax est un genre végétal de la famille des Smilacaceae. Le genre Smilax compte environ 350 espèces dans le monde. Certaines sont utilisées à des fins médicinales, notamment la Salsepareille (Smilax aspera L.) et la Racine de Chine (Smilax china L.) et/ou parfois consommées (sous forme de jeunes pousses, racines ou fleurs).

## Usages alimentaires
Certaines espèces d’Amérique produisent des fruits comestibles.
Au Japon, les jeunes pousses d’espèces locales étaient et sont encore couramment mangées (après cuisson).
Les racines stockent de l'amidon. Celles de plusieurs espèces ont été consommées par les amérindiens, qui les broyaient, les lavaient à l'eau avant de laisser l’amidon rougeâtre  sédimenter dans un récipient. Mélangé à de l’eau chaude, il pouvait produire une sorte de gelée. Les racines tranchées en morceaux pouvaient aussi être fermentées, mélangées avec de la mélasse, des écorces de racines de Sassafras et de l’eau pour donner une bière de racine. La racine de S. china était mangée en Chine. 
Des salsepareilles tropicales américaines produisent, outre de l’amidon et une résine et des saponines, une huile essentielle. 
Elles servent à renforcer la production d’écume de certaines bière et boissons gazeuses.

## Usages médicinaux

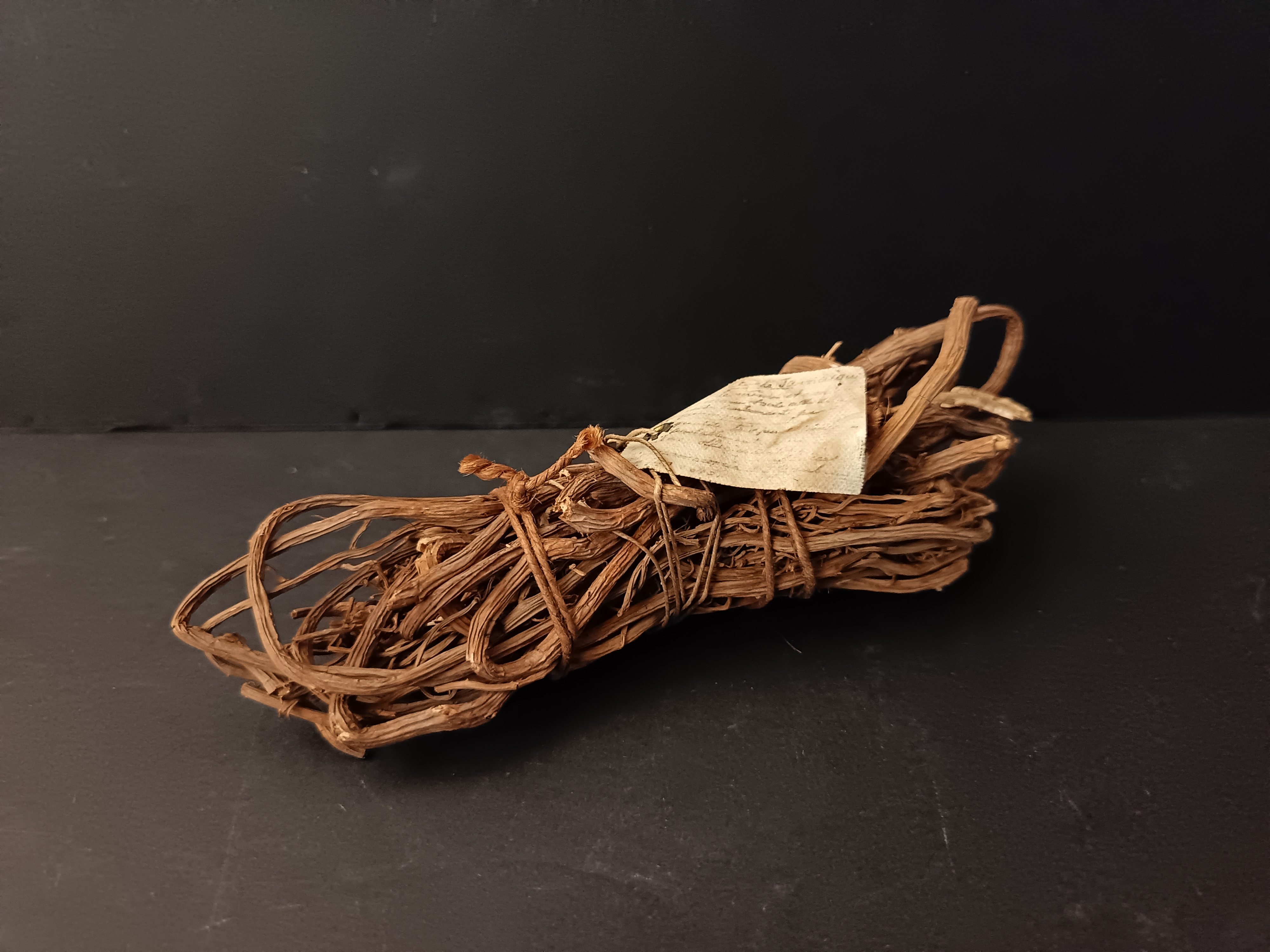
Smilax à visée médicinale, droguier de l'université Lyon 1.

Plusieurs espèces étaient employées pour traiter le traitement de la Syphilis, notamment sous le nom de liane bagote en Guyane.

## Liste d'espèces
- Smilax aberrans Gagnep.
- Smilax aculeatissima Conran
- Smilax amaurophlebia Merr.
- Smilax amblyobasis K.Krause
- Smilax ampla Warb. ex K.Krause
- Smilax anamitica Kuntze
- Smilax anceps Willd.
- Smilax anguina K.Krause
- Smilax annulata Warb. ex K.Krause
- Smilax aquifolium Ferrufino & Greuter
- Smilax arisanensis Hayata
- Smilax aristolochiifolia Mill.
- Smilax aspera L.
- Smilax auraimensis Steyerm.
- Smilax australis Steyerm.
- Smilax balansaeana H. Bon ex Gagnep
- Smilax bella J. F. Macbr.
- Smilax benthamiana A. DC.
- Smilax biumbellata T. Koyama
- Smilax blumei A. DC.
- Smilax bona-nox L.
- Smilax bracteata Presl
- Smilax calophylla A. DC.
- Smilax campestris Griseb.
- Smilax castaneiflora Lev.
- Smilax chimantensis Steyerm. & Maguire
- Smilax china L.
- Smilax chingii F. T. Wang & Ts. Tang
- Smilax cinnamomiifolia Small
- Smilax cocculoides Warb.
- Smilax colubrina J. F. Macbr.
- Smilax corbularia Kunth
- Smilax davidiana A. DC.
- Smilax diversifolia Small
- Smilax elegans Wall.
- Smilax elegantissima Gagnep.
- Smilax engleriana Apt
- Smilax excelsa L.
- Smilax extensa A. DC.
- Smilax febrifuga Kunth
- Smilax flavicaulis Rusby
- Smilax gaumeri Millsp.
- Smilax gilva J. F. Macbr.
- Smilax glabra Roxb.
- Smilax glauca Walter
- Smilax graciliflora A. C. Sm.
- Smilax grandifolia Buckley
- Smilax griffithii A. DC.
- Smilax havanensis Jacq.
- Smilax helferi A. DC.
- Smilax hispida Muhl. (syn. Smilax tamnoides L.
- Smilax hongkongensis Seem.
- Smilax hypoglauca Benth.
- Smilax immersa A. C. Sm.
- Smilax impressinervia F. T. Wang
- Smilax inversa T. Koyama
- Smilax kraussiana Meissner
- Smilax krukovii A. C. Sm.
- Smilax laevis A. DC.
- Smilax lanceifolia Roxb.
- Smilax lasseriana Steyerm.
- Smilax lata Small
- Smilax latipes Gleason
- Smilax laurifolia L.
- Smilax lemsleyana Craib
- Smilax leptanthera Pennell
- Smilax ligustrifolia A. DC. (endémique à la Nouvelle-Calédonie)
- Smilax longipedunculata Merr.
- Smilax luei T. Koyama
- Smilax luzonensis Presl
- Smilax macrophylla Roxb.
- Smilax maculata Roxb.
- Smilax magnifolia J. F. Macbr.
- Smilax mairei Lev.
- Smilax medicinalis S. Moore
- Smilax megacarpa A. DC.
- Smilax melastomifolia
- Smilax micro-china T. Koyama
- Smilax microphylla C. H. Wright
- Smilax micropoda A. DC.
- Smilax minutiflora A. DC.
- Smilax moranensis Mart. & Galeotti
- Smilax myosotiflora A. DC.
- Smilax myrtillus A. DC.
- Smilax neocaledonica Schltr. (endémique à la Nouvelle-Calédonie)
- Smilax occidentalis C. V. Morton
- Smilax ocreata DC.
- Smilax opaca (A.DC.) Norton
- Smilax orbiculata Laguill. (endémique à la Nouvelle-Calédonie)
- Smilax ornata Lem.
- Smilax ovalifolia Roxb.
- Smilax oxyphylla Wall.
- Smilax pallescens A.DC.
- Smilax panamensis Morong
- Smilax peguana A. DC.
- Smilax perfoliata Lour.
- Smilax phyllantha Gagnep.
- Smilax pilcomayensis Guagl. & S. Gattuso
- Smilax plurifurcata A. DC. (endémique à la Nouvelle-Calédonie)
- Smilax pottingeri Prain
- Smilax prolifera Roxb.
- Smilax purpucata Forster & G. Forster (endémique à la Nouvelle-Calédonie)
- Smilax purpusii Brandegee
- Smilax pygmaea Merr.
- Smilax regelii Killip & C. V. Morton
- Smilax renifolia Small
- Smilax reticulata Elmer
- Smilax rigida Wall. or Kunth
- Smilax robert-kingii T. Koyama
- Smilax rotundifolia L.
- Smilax rotundiflora L.
- Smilax saülensis J. D. Mitch.
- Smilax siamensis T. Koyama
- Smilax simulans T. Koyama
- Smilax smallii Morong
- Smilax spinosa Mill.
- Smilax spruceana A. DC.
- Smilax staminea (Griseb.) Forman
- Smilax stans Maxim.
- Smilax stenopetala A. Gray
- Smilax subsessiliflora Poir.
- Smilax synandra Gagnep.
- Smilax tenuis Small
- Smilax tetraptera Schltr. (endémique à la Nouvelle-Calédonie)

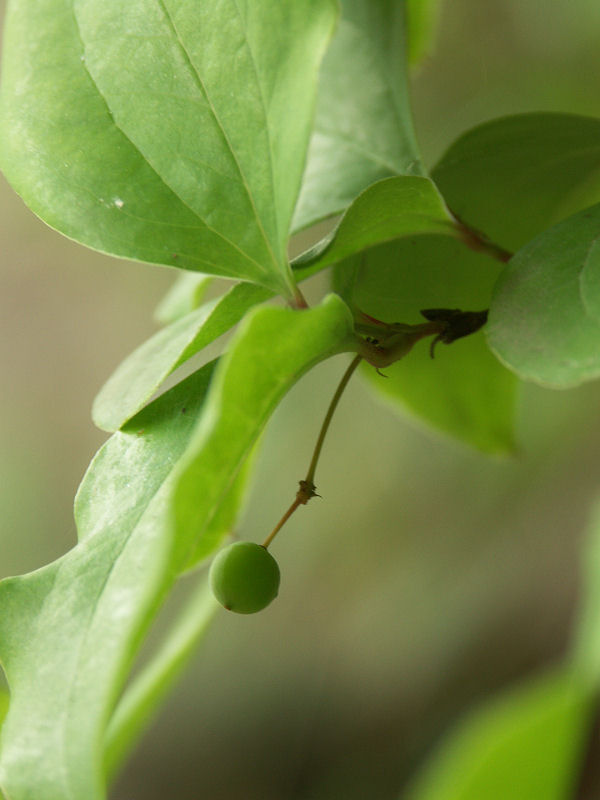
Smilax china

- Smilax velutina Killip & C. V. Morton
- Smilax verruculosa Merr.
- Smilax verticalis Gagnep.
- Smilax walteri Pursh.
- Smilax williamsii Merr.
- Smilax zeylanica L.